# Ходжкин, Томас
Томас Ходжкин (англ. Thomas Hodgkin; 17 августа 1798, Пентонвилл, округ Сент-Джеймс, Мидлсекс, Англия — 5 апреля 1866, Яффа, Османская Сирия) — британский медик, патологоанатом, пионер в области профилактической медицины. Известен в настоящее время прежде всего тем, что в 1832 году описал форму лимфомы, ныне известную как лимфома Ходжкина (лимфогранулематоз).

## Биография
Томас Ходжкин родился в семье квакеров в Пентонвилле, округ Сент-Джеймс, Мидлсекс. Вместе с братом Джоном Ходжкином получил частное образование.
В 1816 году занял позицию личного секретаря Уильяма Аллена, английского ученого и филантропа. Далее учился в Медицинской школе Святого Фомы в Лондоне, а в 1819 году поступил в Эдинбургский университет, в котором после защиты диссертации в 1823 году ему была присвоена степень доктора медицины.
В 1821 году ездил во Францию, изучал работу стетоскопа, недавно введённого в медицину Рене Лаэннеком. В 1825 году был назначен преподавателем анатомии болезней в лондонской медицинской школе.
В 1832 году Томас Ходжкин описал несколько больных, у которых наблюдалось увеличение лимфатических узлов и селезёнки, общее истощение и упадок сил. Во всех случаях болезнь имела летальный исход. Спустя 23 года Самуэль Уилкс (Самуэль Уилкс) (1824—1911), британский врач и биограф, назвал это состояние болезнью Ходжкина, изучив описанные Ходжкином случаи и добавив к ним 11 собственных наблюдений.
Томас Ходжкин был близким другом сэра Мозеса Монтефиоре, одного из известнейших британских евреев XIX века, финансиста, общественного деятеля и филантропа. Вместе с ним он с 1857 года совершал поездки в Палестину, в одной из которых заболел дизентерией и умер. Томас Ходжкин был похоронен в Яффе.

## Память
В Бедфорт-сквере, Лондон, есть мемориальная плита, посвященная Томасу Ходжкину. Ряд медицинских учреждений названы в честь Томаса Ходжкина.
В Яффе, ныне находящейся на территории Израиля, сохранилась могила Томаса Ходжкина.